# Петрич (връх)
Връх Петрич (на английски: Petrich Peak) се издига в средната част на хребета Боулс на остров Ливингстън от Южните Шетландски острови в Антарктика. Върхът е покрит с лед и е с надморска височина 780 метра.
Връх Петрич е наименуван на град Петрич в Югозападна България.

## Местоположение
Връх Петрич е разположен 400 м източно от връх Тича, 1,98 км югозападно от връх Мелник и 1,24 км западно от Аспарухов връх. Издига се над ледника Хюрън на юг и ледника Калиакра на север.
Географски координати на връх Мелник: 62°36′56″ ю. ш. 60°10′39″ з. д. / 62.615556° ю. ш. 60.1775° з. д.

## Картографиране
Топографското проучване е направено от българската антарктическа експедиция „Тангра“ през 2004/2005 година.
Картографирането е българско от 2009 година.

## Карти
- L.L. Ivanov et al. Antarctica: Livingston Island and Greenwich Island, South Shetland Islands. Scale 1:100000 topographic map. Sofia: Antarctic Place-names Commission of Bulgaria, 2005.
- L.L. Ivanov. Antarctica: Livingston Island and Greenwich, Robert, Snow and Smith Islands. Scale 1:120000 topographic map.  Troyan: Manfred Wörner Foundation, 2009.  ISBN 978-954-92032-6-4
- A. Kamburov and L. Ivanov. Bowles Ridge and Central Tangra Mountains: Livingston Island, Antarctica. Scale 1:25000 map. Sofia: Manfred Wörner Foundation, 2023. ISBN 978-619-90008-6-1